# Space Precinct
Space Precinct est une série télévisée de science-fiction britannique en 24 épisodes de 45 minutes, créée par Gerry Anderson et diffusée entre le 3 octobre 1994 et le 13 mars 1995 sur Sky One.
Cette série est inédite dans tous les pays francophones.

## Synopsis
Les aventures du détective Patrick Brogan, ancien policier new yorkais, dorénavant lieutenant dans la police de Demeter City sur la Planète Altor, située dans le système Epsilon Eridani. Avec son partenaire Jack Haldane, il enquête sur des crimes impliquant différentes communautés extra-terrestres.

## Distribution
- Ted Shackelford : Lieutenant Patrick Brogan
- Nancy Paul : Sally Brogan
- Nick Klein : Matt Brogan
- Megan Olive : Elizabeth Brogan
- Rob Youngblood : Officier Jack Haldane
- Simone Bendix : Officier Jane Castle
- Joseph Mydell : Officier Lionel Carson
- Jerome Willis : Capitaine Rexton Podly
- Lou Hirsch : Officier Silas Romek
- Richard James : Officier Hubble Orrin
- Mary Woodvine : Officier Aurelia Took
- David Quilter : Sergent Thorald Fredo
- Gary Martin : Voix de Slomo

## Fiche technique
- Producteurs : Gerry Anderson et Tom Sachs
- Producteurs exécutifs : Tom Gutteridge, Roger Lefkon et John Needham
- Producteurs associés : Jeffrey Brunner et Richard Grove
- Supervision de l'écriture : Cheryl Leigh
- Photographie : Alan Hume et Tony Spratling
- Montage : Jason Krasucki, Matthew Glen, Brian Freemantle et Sue Robinson
- Distribution : Rebecca Howard
- Costumes : Raymond Hughes
- Effets spéciaux de maquillage : Dan Frye et Susan Howard
- Effets spéciaux visuels : Steven Begg et Angus Bickerton
- Compagnies de production : Grove Television Enterprises - Mentorn
- Compagnie de distribution : Sky One
- Pays d'origine :  Royaume-Uni
- Langue : Anglais Dolby Surround
- Image : Couleurs
- Ratio : 1.33:1 plein écran
- Durée : 45 minutes

## Épisodes
1. Protéger et survivre (Protect and Survive)
2. L'exécuteur (Enforcer)
3. Corps et âme (Body and Soul)
4. Double service (Double Duty)
5. Le Serpent (The Snake)
6. Le temps de tuer (Time to Kill)
7. Date limite (Dealine)
8. Chercher et détruire (Seak and Destroy)
9. Le Pouvoir (The Power)
10. Illégal (Illegal)
11. Divisés (Divided We Stand)
12. Deux contre le rocher (Two Against the Rock)
13. L'Offre (Takeover)
14. Le Chasseur et la Proie (Predator and Prey)
15. Le Témoin (The Witness)
16. La Rue de la Haine (Hate Street)
17. Amis (Friends)
18. Le Braquage (Smelter Skelter)
19. Flash (Flash)
20. Combustion spontanée, 1re partie (The Fire Within, part 1)
21. Combustion spontanée, 2e partie (The Fire Within, part 2)
22. Régénération (The Forever Beetle)
23. Le Météore, 1re partie (Deathwatch, part 1)
24. Le Météore, 2e partie (Deathwatch, part 2)

## Production
Un premier pilote de 53 minutes a été produit en 1983 avec l'acteur Shane Rimmer dans le rôle de Chuck Brogan. À l'époque, le concept était très différent : Brogan était un policier vétéran de la police new-yorkaise plus âgé et il ne faisait équipe avec personne. Le titre était Star Laws rebaptisé par la suite Space Police.

Le pilote n'ayant pas trouvé d'acheteurs, le projet de série fut enterré et ce n'est qu'une dizaine d'années plus tard qu'il sera de nouveau utilisé pour cette nouvelle série.

## DVD
Le premier pilote produit par Gerry Anderson est disponible en région 2 dans le DVD :
- The Lost Worlds of Gerry Anderson édité par Network le 30 mars 2015. (ASIN B00PH1H834)

L'intégralité de la série est disponible en région 1 dans le coffret :
- Gerry Anderson's Space Precinct The Complete Series (coffret 5 DVD) édité par Image Entertainment le 23 novembre 2010. (ASIN B00404ME2E)